# Галустов, Амбарцум Робертович
Амбарцу́м Ро́бертович Галу́стов (род. 12 апреля 1976 года, Армавир) — российский учёный в области педагогики, ректор Армавирского государственного педагогического университета (2011-2022). Доктор педагогических наук (2013), профессор. С 2024 года, ректор ФГБОУ ВО «РГУТиС»

## Биография
Родился 12 апреля 1976 года в Армавире. В 1993 году поступил в Армавирский государственный педагогический институт (АГПИ) на физико-математический факультет по специальности «Физика и информатика». Во время обучения в институте прошёл несколько зарубежных стажировок. В частности, в 1995 году окончил курсы квалификации по маркетингу и менеджменту в МПГУ (г. Москва), проводившиеся американскими профессорами из Университета Центрального Арканзаса (США). В 1997 году по американской программе YFU поступил и в 1999 году окончил Хилл-колледж (Техас, США) по программе макро- и микроэкономики, а так же английскому языку.
В 1998 году поступил в аспирантуру АГПИ по кафедре педагогики. С 2000 года — преподаватель кафедры педагогики АГПИ. В 2002 году окончил аспирантуру, через год защитил диссертацию кандидата педагогических наук на тему «Подготовка будущих учителей технологии и предпринимательства к управлению познавательной самостоятельностью школьников».
С 2002 года работает на кафедре теории, истории педагогики и образовательной практики АГПИ/АГПА/АГПУ: преподаватель, старший преподаватель, доцент, в настоящее время — профессор.
В 2005 году учредил и открыл частное образовательное учреждение среднего профессионального образования «Армавирский колледж управления и социально-информационных технологий» (ЧОУ СПО «АКУСИТ»), которое в 2008 году прошло государственную аккредитацию.
С 2010 года фактически выполнял обязанности ректора Армавирской государственной педагогической академии (АГПА). В 2011-2022 годах был ректором АГПА (с 2015 года - АГПУ).

## Критика
Диссернет выявил нарушение научной этики при оппонировании на защите диссертации  и некорректные публикации